# Сен-Бернар (Изер)
Сен-Берна́р (фр. Saint-Bernard) — коммуна во Франции, находится в регионе Рона — Альпы. Департамент коммуны — Изер. Входит в состав кантона Муаян Грезиводан. Округ коммуны — Гренобль.
Код INSEE коммуны — 38367. Население коммуны на 2012 год составляло 635 человек. Населённый пункт находится на высоте от 593 до 2047 метров над уровнем моря. Муниципалитет расположен на расстоянии около 480 км юго-восточнее Парижа, 100 км юго-восточнее Лиона, 21 км северо-восточнее Гренобля. Мэр коммуны — Fabrice Serrano, мандат действует на протяжении 2014—2020 гг.
Динамика населения (INSEE):